# Хайнрих Кайзер
Хайнрих Густав Йоханес Кайзер (на немски: Heinrich Gustav Johannes Kayser) е германски физик.

## Биография
Роден е през 1853 година в Бинген ам Рейн. Първите му трудове са свързани със свойствата на звуковите вълни. По-късно установява наличието на хелий в земната атмосфера. Съвместно с Карл Рунге изследва емисионните спектри на различни химични елементи. Умира през 1940 година в Бон.